# Estany de Mar
L'Estany de Mar és un llac d'origen glacial que es troba a 2.429 m d'altitud, a la capçalera de la vall Fosca, al Pallars Jussà, al nord-est del poble de Cabdella, en el terme municipal de la Torre de Cabdella.
La seva conca està formada per unes carenes situades entre el Tuc de Saburó, al nord-est, el Pic de la Mainera, a l'est, la Pala Pedregosa de Llessui al sud-est i les Pales de Colomina al nord-oest.
Pertany al grup de vint-i-sis estanys d'origen glacial de la capçalera del Flamicell que per la construcció de la central hidroelèctrica de Cabdella van ser interconnectats subterràniament, i per superfície entre ells i amb l'Estany Gento com a regulador del sistema. Rep les aigües de l'Estany de Saburó i directament de les muntanyes que l'envolten.
Aquest estany té dues preses: una de doble al sud, des d'on les seves aigües van cap a l'Estany Frescau, i una altra, força més gran, amb una presa més petita al costat meridional, d'on les aigües van cap a l'Estany de Colomina.